# 引揚を記念する舞鶴全国友の会
引揚を記念する舞鶴全国友の会（ひきあげをきねんするまいづるぜんこくとものかい）は、終戦後、旧ソ連のシベリアに抑留され、舞鶴港に引き揚げた人たちで、戦争による悲惨な引き揚げの史実を後世に伝え、恒久平和の実現を目的とし設立された団体。

## 概要
昭和63年に竣工した舞鶴引揚記念館の設置を要望した引き揚げ者を中心に平成2年4月に、設立され、全国組織が立ち上げされた。
平成17年10月に市主催の「海外引揚60周年記念式典」とともに開催した第14回総会で活動を終結した。

## 活動
平成4年の第3回総会で、桟橋復元事業検討委員会を設置、建設資金の募金活動や建設許可に係わる関係機関との折衝を経て平成６年に引揚桟橋の復元に至った。
舞鶴引揚記念館で開設される企画展などの事業への協力、引き揚げの史実を後世に伝える「語り部の会」の創設や市とともに「語り部養成講座」を開講した。

## 受賞
舞鶴引揚記念館の資料収集、引揚桟橋の復元などの活動を通して、地域の振興や個性豊かな地域づくりの貢献が認められ、平成18年度地域づくり総務大臣表彰を受賞、表彰式は3月14日に東京で行われた。

## 役員構成
- 理事長 坂本義和 (社会運動家)
- 会長 　　林田悠紀夫
- 事務局長 藤村正巳